# Arctornis satinata
Arctornis satinata är en fjärilsart som beskrevs av Lambertus Johannes Toxopeus 1948. Arctornis satinata ingår i släktet Arctornis och familjen tofsspinnare. Inga underarter finns listade i Catalogue of Life.